# ميكولا يفينوفيتش بيترينكو
ميكولا يفينوفيتش بيترينكو (6 نوفمبر 1925 - 10 أكتوبر 2020)، هو كاتب وشاعر أوكراني، عضو اتحاد كتاب أوكرانيا منذ عام 1960.

## جوائز
- وفقًا لمرسوم رئيس أوكرانيا المؤرخ 3 مارس 2011 ، مُنح ميكولا يفينوفيتش بيترينكو منحة حكومية لشخصيات بارزة في الثقافة والفن.[3]